# Bad B. Альянс
«Bad B. Альянс» — российское хип-хоп-объединение из Москвы, основанное Владом Валовым и Александром Толмацким в 1999 году. Сыграло большую роль в популяризации и коммерциализации хип-хоп-культуры в России.
В состав «Альянса» входили группы Bad Balance, «Легальный бизне$$», «Белый шоколад», «АлкоFunk», сольные проекты «Шеff», «Tommy» и взбудораживший общественность соло-исполнитель «ДеЦл», а также ряд битмейкеров, делающих для них музыку: Shooroop, DJ LA, DJ Tonik, DJ 108, Тенгиз, Виктор «Гуру» Гуревич и бас-гитарист Mr. Bruce. Творчество «ДеЦла» было ориентировано на учащихся средних образовательных учреждений. «Легальный бизне$$» ориентировался на людей более старшего возраста. Женский проект «Белый шоколад» был ориентирован на женскую аудиторию. Сольный проект Шефа предназначался для взрослой аудитории. Музыка Bad Balance была ориентирована на слушателей «первой волны» рэпа в России.
«Bad B. Альянс» был создан с целью продвижения и развития хип-хоп-культуры в России и являлся российским аналогом американской группы Wu-Tang Clan. Все участники «Альянса» называли себя солдатами отечественного рэпа, которые бьются с состоявшимися традициями общества, отстаивая право на построение такого будущего, которое нужно их поколению. В «Альянсе» существовала схема, согласно которой в песне или видеоклипе одного коллектива обязательно должен участвовать другой, чтобы благодаря этому все участники «держались на плаву» и поддерживали друг друга. Термин «Bad B. Альянс» был придуман Андреем «Лигалайзом» Меньшиковым.
Союз Валова и Толмацкого, начиная с 1999 и на протяжении трёх лет, занимал доминирующие позиции на российской рэп-сцене и дал этой культуре новый толчок. Валов формально возглавлял этот союз, а также писал тексты для сына Толмацкого. В рамках проекта Толмацкий участвовал в записях нескольких песен в стиле рэп под псевдонимом «Папа Ди» (от «Папа Децла»). Новые песни «Альянса» выходили на сборниках «Hip-Hop Info», которые издавались вместе с одноимённым журналом. Артисты «Альянса» выступали в качестве гостей на фестивалях Adidas Streetball Challenge 1999, Rap Music 1999 и Rap Music 2000, а также появлялись в эфирах телеканалов, сменяя друг друга. Видеоклипы «Альянса» ротировались в эфире телеканалов «MTV Россия» и «Муз-ТВ», поскольку продюсерская фирма «Медиастар», одним из учредителей которой был Александр Толмацкий, была главным поставщиком музыкального материала для телеканала «Муз-ТВ». В ноябре 2001 года «Bad B. Альянс» распался после ухода Валова от Толмацкого. Несмотря на это, Толмацкий выпустил альбом «Альянса» в 2002 году.

## Состав Альянса

### ДеЦл
В 1999 году Александр Толмацкий пригласил Влада Валова в свой загородный дом, где познакомил его со своим сыном Кириллом. В качестве подарка сыну на день рождения Толмацкий предложил Валову написать для сына песню в стиле рэп. На что Валов ответил, что сначала подростку нужно походить в школу брейкданса его знакомого Мони, чтобы научиться основам хип-хоп-культуры. Позже Валов придумал подростку стритнейм «ДеЦл». Через три месяца после обучения сына брейкдансу Толмацкий снова пришёл к Валову с предложением о записи песни. Валов попросил Лигалайза написать текст для будущей песни, которую должен был исполнить Кирилл:
Мы сидели на «Медиастар» и готовили альбом «Легального бизне$$а», хотели поработить рынок и всё такое. Bad Balance готовили свой альбом. Были и ещё какие-то группы. Тут на студии объявился мальчик, который оказался сыном продюсера, ну и для прикола попросили написать ему песню. Я написал эту песню — «Ровно 9. Пятница. Столица веселится», быстро и несерьёзно к этому относясь. Все были уверены, что это для развлечения мальчика. И вдруг она стала бешеным хитом. Мы поняли, что было бы логично, чтобы он пёр и всех тянул за собой.
Ещё две недели ушло на подготовку сына Толмацкого для записи песни «Пятница». В итоге она была выпущена на сборнике «Hip-Hop Info #6» 21 мая 1999 года. В августе 1999 года, через два месяца после выхода песни, по просьбе Толмацкого был снят видеоклип на эту песню. Влад Валов выступил в роли режиссёра, а в качестве оператора пригласил Арсена Маклазяна. Толмацкий показал клип генеральному продюсеру «MTV Россия», Борису Зосимову, и тот пустил его в эфир. ДеЦл стал звучать из каждого утюга.
В 2002 году Валов рассказал о знакомстве с Толмацким в интервью для «Экспресс-газеты»:
Всё началось с того, что Александр Толмацкий попросил меня написать рэп для Кирилла как подарок к его дню рождения. Я привлёк к этому делу Лигалайза и ди-джея ЭлЭя. В полупьяном состоянии, по дороге с какой-то вечеринки, был написан текст композиции «Пятница». Потом, по просьбе Толмацкого, я снял на «Пятницу» видеоклип. Его показали по МузТВ и MTV. И на Децла неожиданно возник спрос. Мне пришлось достать из загашника несколько текстов 1992—1994 годов и отдать их Кириллу.
Несмотря на то, что Валов приписывал себе авторство стихов ДеЦла, идеи всех текстов для Кирилла придумывал его отец, Александр Толмацкий, а Валов только облекал их в необходимую форму.
В 1999 году компания Pepsi совместно с «MTV Россия» запустила рекламную акцию, лицом которой стал ДеЦл. В ролике юный рэпер тряс бутылкой газировки и предлагал заглянуть под крышку, чтобы найти приз — пейджер. «Пепси, пейджер, MTV! Подключайся к самым-самым!» — звучало в каждой рекламной паузе по телевизору. В конце 1999 года, за год до выборов президента России, Bad B. Альянс, состоящий из ДеЦла, его продюсера Влада Валова и рэпера Лигалайза, выпустил видео на песню «Надежда на завтра», в котором призывал россиян не ходить на выборы, потому что политики сплошь коррумпированы и ни к чему хорошему страну привести не могут. По словам ДеЦла, песня была написана по заказу партии «Яблоко». В 2000 году рэперы выступили на мероприятии «Бит-битва», заявленном как аполитичное, но тем не менее давшем площадку некоторым политическим силам. Так, на сцене появились представительницы Комитета солдатских матерей, поблагодарившие кандидата в президенты Григория Явлинского за антивоенную политику. Сам Явлинский был в зале, но на сцену не выходил. На мероприятии произошла массовая драка.
1 мая 2000 года вышел дебютный альбом ДеЦла под названием «Кто ты?». В записи альбома приняли участие рэперы Шеff, Legalize, Тима и Tommy, а также R&B-певица Маруся и рок-группа «Мэd Dог». Музыку для альбома создали Shooroop и DJ LA при содействии гитариста Брюса, диджея Тоника (скретч в песне «Пятница») и рок-группы «Мэd Dог» («Слёзы»). Все тексты для альбома написал Шеff, кроме песен «Надежда на завтра» (Шеff и Legalize), «Слёзы» («Мэd Dог»), «Мы отдыхаем» (Шеff и Tommy) и «Пятница» (Legalize). Точный расчёт на целевую аудиторию помогает ДеЦлу занять первые места в чартах музыкальных каналов. Его дебютный альбом разошёлся тиражом более миллиона копий.
7 июня 2001 года вышел второй альбом ДеЦла под названием «Уличный боец» продюсерской фирмой «МедиаСтар». В записи альбома приняли участие рэперы N’Pans, Шеff, Купер и Sexy Lia, а также R&B-исполнители Маруся и Ирина «Шмель» Минина и рок-группа «Грин Грей». Музыку для альбома создали Shooroop, DJ LA, Tonik, DJ 108, Tengiz при содействии гитариста Брюса и рок-группы «Грин Грей». Все тексты для альбома написали ДеЦл и Шеff, кроме песен «В любви» (N’Pans, Купер и Шеff), «Уличные псы» (ДеЦл и N’Pans), «Рифмы по-английски» (Ladjack) и «Весна восьмого дня» (ДеЦл и «Грин Грей»). После выхода песни «Письмо» ДеЦл становится главной мишенью для скинхедов. За песню «Письмо» ДеЦл получил «Золотой граммофон» в 2001 году.
13 сентября 2001 года ДеЦл вместе с другими участниками «Bad B. Альянса», потрясёнными трагическими событиями в США, записали песню о терроризме под названием «Террор», которую они посвятили памяти тысяч невинных жертв. В создании песни-посвящения приняли участие Шеff, ДеЦл, Купер, Sexy Lia («Белый шоколад»), N’Pans («Легальный бизне$$») и ветеран российского хип-хоп-движения Богдан Титомир.
В 2004 году Кирилл «ДеЦл» Толмацкий разорвал контракт с отцом, ушёл в андерграунд и стал развиваться как независимый артист:
Да я вообще собой, по сути, не мог распоряжаться. Я должен был посещать разные мероприятия, участвовать в каких-то рождественских встречах… Мне всё это не нравилось, но я не мог отказать, потому что у продюсера есть договорённости, бартерная реклама и тому подобное. Я был постоянно на грани конфликта с отцом. А потом в каком-то интервью отец сказал, что он мой продюсер, — продолжает Кирилл. — Этого нельзя было категорически делать. Пусть бы оставалась эта сказка с Владиком Валовым. Но он захотел сделать себе рекламу и тем самым поднасрал мне. И началось. Стали хихикать в спину, тыкать пальцем. Мне было достаточно сложно это всё переносить. В итоге я так устал от всего этого давления, что осознанно ограничил свою медийную активность, — говорит он. — В 2004 году я разорвал контракт с папой и ушёл в андерграунд. Начал сам следить за своим имиджем.

### Легальный бизне$$
27 ноября 1998 года в Москве на фестивале «Grandmaster DJ» N’Pans и Legalize по просьбе организатора мероприятия, Влада Валова, устроили на публике импровизацию под музыку DJ Жени. Получилось неплохо, и сразу после выступления Валов предложил им создать команду. Название для группы придумала жена Влада Валова. Проект «Легальный бизне$$» был придуман Андреем «Лигалайзом» Меньшиковым и Владом «Шеffом» Валовым. Продюсером группы по организационным вопросам был Влад Валов, за творческую же часть и все тексты отвечал Лигалайз. По словам Лигалайза, «Легальный бизне$$» планировался как ударный поп-рэп-проект, который будет нацелен как раз на то, чтобы популяризировать культуру.
Визитной карточкой группы стала песня «Пачка сигарет», созданная на основе музыкального проигрыша и припева известной композиции Виктора Цоя. Песня впервые была выпущена на сборнике «Hip-Hop Info № 6» в августе 1999 года. Видеоклип на эту песню стал режиссёрским дебютом для Влада Валова, и в нём впервые появился начинающий тогда рэпер ДеЦл. Весной 2000 года был снят видеоклип на песню «Мелодия души». Дебютный и единственный альбом группы «Легальный бизне$$» под названием «Рифмомафия» был выпущен на компакт-дисках и аудиокассетах 23 июля 2000 года музыкальным издательством «Студия Миксмедиа». Автором большинства текстов на альбоме является Лигалайз. Музыку на альбоме создали Shooroop, DJ Tonik, DJ LA, Гуру, Mr. Bruce и другие. В записи альбома приняли участие рэперы ДеЦл, Звонкий, Шеff, а также бэк-вокалисты — Ирина «Шмель» Минина, Валя Атаханова (из группы Ground Beat) и Карина.
После отъезда Лигалайза в Прагу в январе 2001 года чернокожий рэпер с португальским акцентом N’Pans начал писать сольный альбом «Чёрная сторона Легального Бизне$$'а», который вышел 29 января 2002 года на лейбле «D&D Music». В записи альбома приняли участие рэперы Жорик, Batista, Шеff, Deinekin, DJ 108, Augusten, ДеЦл, Лига, а также R&B-исполнители Viola, Аnna, Карина и певец Евгений Осин. Музыку для альбома создали Shooroop, Tonik, Tengiz, DJ LA, Deinekin, DJ 108, А. Макаров. Все тексты для альбома написал N’Pans при помощи участвующих гостей.

### Bad Balance
В марте 1999 года группа Bad Balance вместе с Лигалайзом и Богданом Титомиром приняла участие в записи песни «Война», написанной в знак протеста против бомбардировки Югославии силами НАТО. Впервые песня вышла на сборнике «Hip-Hop Info #6» (1999), а позже появилась на альбоме хип-хоп-объединения Bad B. Альянс «Новый мир». Видеоклип на песню был снят югославским режиссёром Мичиславом в московском клубе «Титаник» 18 апреля 1999 года.
Влад Валов решил записать следующий альбом группы Bad Balance в Нью-Йорке, поскольку его не устраивал уровень звучания альбомов, записанных в России. Поэтому в качестве замены Михея он искал человека, который смог бы читать рэп на английском языке. Таким образом был выбран «ЛэдДжек» («Ladjack»), один из участников англоязычного проекта «Slingshot» (Legalize & Ladjack). Во время одной из репетиций на студию внезапно пришёл Legalize и зачитал заранее подготовленный текст. После репетиции «ЛэдДжек» уехал домой, а Валов, DJ LA и Лигалайз уехали в клуб. Именно там Лигалайз предложил свою кандидатуру в качестве нового участника группы Bad Balance, аргументируя это тем, что в Америке группе будет нужен рэпер, читающий рэп на русском, а не на английском. Одобрив нового участника, Валов дал ему тексты своих куплетов, чтобы Лигалайз их закончил. Через месяц группа уже была готова выезжать в Нью-Йорк.
5 января 2000 года группа Bad Balance в составе пяти человек (Шеff, DJ LA, Лигалайз, Брюс и концертный директор группы Игорь «Малой» Резниченко) отправилась в Нью-Йорк на студию «East-West Studio» для записи нового альбома с уже готовым названием «Каменный лес». В Нью-Йорке было записано 11 треков. Все тексты и вся музыка для нового альбома были записаны в Москве ещё до отъезда в Америку. 6 февраля 2000 года команда вернулась в Россию. В 2015 году группа Bad Balance (Шеff, Брюс и Игорь «Малой» Резниченко) рассказала о записи альбома «Каменный лес» в США в документальном фильме «История Bad B. часть #3. Глава Вторая».
В августе 2000 года музыкальным издательством «Студия Миксмедиа» был выпущен мини-альбом «Москва — New York (Из города джунглей в каменный лес)», на который вошло два новых сингла с предстоящего альбома, записанного в Нью-Йорке: «I know your style» и «Чистое небо». К двум готовым трекам с будущей пластинки добавлены песни с альбома «Налётчики Bad B.» (1994). Главная цель этого релиза — объяснить слушателям структуру построения «Bad B. Альянса». Этому посвящена специальная схема в буклете, изобилующая милитаристской терминологией.
В 2000 году в состав группы Bad Balance вошёл Купер из питерской группы «Da-108». Он принял участие в записи шести треков альбома. Долгожданный альбом был выпущен 19 апреля 2001 года музыкальным издательством «Студия Миксмедиа». В записи альбома приняли участие американские рэперы Trenger, Doc. Who, Rad Roc, DJ Charm, T.R. Love (участник группы Ultramagnetic MC's), Barron Ricks (известный по песне Cypress Hill «Tequila Sunrise»), Rocsigar и R&B-исполнители Jimmy и Carla Williams (бэк-вокалистка Mary J. Blige). Гостевые участия российских рэперов дописывались на студии «Hip-Hop Info Studio» в Москве: White Hot Ice, N’Pans, Лия и Маруся из «Белого Шоколада». Музыку для альбома создал DJ LA при содействии DJ Tonik («Питер — я твой!», «Найди свою дорогу»), Mr. Bruce (бас-гитара и электрогитара), T.R.Love и Rad Roc (программирование синтезатора и компьютера).

### Шеff
В начале 1999 года Влад Валов приступил к записи своего дебютного альбома под псевдонимом «Шеff». В марте был записан первый трек под названием «Скорость дня». На бэк-вокал он пригласил Ирину «Шмель» Минину, до этого известную по композиции «Бэла-бэланс нас» (с альбома Bad Balance — «Чисто про…»). В песне есть такие строки — «Возьми ДеЦл вправо, там стоит ночной магазин, где можно подкурить сигару». Эти строки посвящались ДеЦлу, которого он позже начал продюсировать. Песня, музыку к которой написал Виктор «Гуру» Гуревич, была выпущена на сборнике «Hip-Hop Info #5» 21 марта 1999 года. На эту композицию был сделан видеоклип, в котором главные роли сыграли Шеff и Павел Кабанов из «О.С.П.-студии». По сюжету клипа они устраивают гонки на машинах марки Dodge Viper и Lexus, а сам видеоряд выдержан в стиле семидесятых с привкусом современной жизни. Режиссёром был Евгений «Хохол» Митрофанов, а оператором Вячеслав Лазарев. Так было положено начало сольного проекта — «Шеff».
18 марта 2000 года на фестивале «Бит-битва» был снят концертный видеоролик на композицию «Доктор Шеff». В качестве режиссёра был снова приглашён Евгений «Хохол» Митрофанов. Изначально альбом должен был называться «Имя защищено», но чуть позже Валов отказался от этого названия, потому что появилась композиция «Имя Шеff», которая чётко охарактеризовала характер Шеffа. Музыку к ней написали DJ LA и Mr. Bruce. 9 октября 2000 года на песню «Имя Шеff» был снят видеоклип, в котором приняли участие артисты «Альянса»: Лигалайз, LA, «Белый шоколад» и другие. В качестве режиссёра был выбран Олег Степченко (он же работал над экранизациями песен ДеЦла «Вечеринка» и «Кровь моя, кровь»), а оператором — Сергей Бледнов. Премьера видеоклипа состоялась в начале ноября 2000 года.
Влад Валов выпустил альбом «Имя Шеff» в середине декабря 2000 года музыкальным издательством «Студия Миксмедиа». Презентация пластинки состоялась в рамках фестиваля Rap Music 2000 в СК «Олимпийский» 20 декабря 2000 года. Альбом состоит из 21 трека: 15 композиций и 6 скитов. Тематика альбома — это внутренний, а иногда и внешний мир Шеffа. Одна из композиций, «Звёзды», была записана в Нью-Йорке в январе 2000 года и изначально предназначалась для нового альбома Bad Balance, «Каменный лес». В записи альбома приняли участие рэперы Dr. B, «Белый шоколад», Shooroop, Купер, а также R&B-исполнители Маруся, Ирина «Шмель» Минина, Виктор «Гуру» Гуревич, Carla Williams (бэк-вокалистка Mary J. Blige), а также шансон-исполнитель Слава Медяник, певец Мурат Насыров, Бумер и Богдан Титомир. Музыку для альбома создали Shooroop, DJ LA и Виктор «Гуру» Гуревич при содействии гитариста Брюса, диджея Тоника («Питер - я твой!»). Все тексты для альбома написал Шеff, кроме песен «Ты готов???» (Шеff и Shooroop), «Алилуйа» (Шеff и Слава Медяник).

### АлкоFunk
После ухода Михея из группы Bad Balance в июле 1999 года его место занял Андрей «Звонкий». Очень скоро Валов понял, что «Звонкий» не дотягивает до уровня «Михея», и решил заменить его. Но Валов не хотел терять его и предложил создать новую команду под названием «АлкоFunk», в которую вошли «Звонкий» из группы «Дерево Жизни» и два участника проекта «Михей и Джуманджи»: гитарист «Брюс» и барабанщик Сергей «Кот», у которых на тот момент появились разногласия с Михеем. Звонкий был автором текстов, а Брюс — писал музыку в стиле фанк и регги. Записав три песни, группа выступила на фестивале Adidas Streetball Challenge '99, и, несмотря на хороший приём, группа решила приостановить свой проект. Песни группы «АлкоFunk» были выпущены на сборниках «Hip-Hop Info»: «АлкоФанк» — на сборнике «Hip-Hop Info #6» (1999), а «Глаз» — на сборнике «Hip-Hop Info #7» (2000).

### Белый шоколад
В 1999 году Влад Валов также создал женский коллектив под названием «Белый шоколад», состоящий из трёх участниц. Две участницы, Мария «Маруся» Симановская и Лия «Sexy Liya» Волянская, ранее входили в состав поп-группы Александра Толмацкого «ГТО». Третьей участницей стала Лерика «Лерика» Голубева, которая до этого работала хостес в кинотеатре «Кодак-Киномир». По словам Влада Валова, он стремился сделать первый R&B-проект.
Самый первый трек группы под названием «Королева ночей» был написан Валовым в 1999 году, а вышел на сборнике «Hip Hop Info #7» в июне 2000 года. У группы начались гастроли в составе Bad B. Альянса. Первое выступление группы с песней «У-ла-ла» состоялось на фестивале «Бит-битва» во Дворце спорта «Динамо» 18 марта 2000 года. В августе 2000 года на деньги самих девушек был снят малобюджетный видеоклип на песню «Стиль из России» (она же «Где вы?»). В 2001 году Sexy Liya написала композицию «Мужчины», которая вышла на сборнике «Hip Hop Info #8» 22 марта 2001 года. 2 июня 2001 года был снят видеоклип на песню «Мужчины», в качестве режиссёра был выбран Владилен Разгулин. Группа выступила на фестивале Rap Music 2001. Группа распалась после того, как одна из участниц группы, Маруся, умерла 4 апреля 2002 года. В апреле 2003 года вышел дебютный и единственный альбом «Три символа». Автором большинства текстов на альбоме является Sexу Liya. Музыку на альбоме создали DJ Тенгиз, Mr. Bruce, DJ LA, Shooroop, Роман Синцов и Гуру. В записи альбома приняли участие рэпер N’Pans и певец Мурат Насыров. По словам Толмацкого, все права на проект «Белый шоколад», как и на все остальные, принадлежат ему, и поэтому именно он принял решение, что всю прибыль от альбома «Белого шоколада» получит отец покойной солистки Маруси.
В 2002 году Валов рассказал о проекте «Белый шоколад» в интервью для «Экспресс-газеты»:
С будущими участницами этой группы Марусей и Лией я познакомился три года назад. До этого их группа называлась «ГТО». И исполняла что-то среднее между поп-музыкой и ритм-энд-блюзом. Это был проект Александра Толмацкого. Он существовал два или три года, но с ним ничего не происходило. У меня возникла мысль сделать с ними женскую рэп-группу. У них была ещё третья девочка, но она вскоре ушла, и я взял на её место Леру. В течение целого года мы каждый вечер встречались и занимались ритмикой. Для начала я сам написал им три песни. И даже снял за свои деньги недорогой видеоклип «Московские королевы». Но не было настоящего хита. И Толмацкий сказал, что проект надо сворачивать. Тогда я поставил девчонкам задачу — за три месяца самим написать хит. У Лии сразу получился правильный рэп с хорошей лирикой. У Леры как у самой молодой, лирика вышла более злободневной. А Маруся стала всё исполнять нараспев, в стиле ритм-энд-блюз. Я увидел, что это живой проект. И записал с ними четвёртую композицию, написанную Лией и доработанную остальными девчонками вместе со мной. Толмацкий послушал её и сказал: «Это хит!». Мы стали дописывать альбом. Поскольку Маруся хорошо пела, параллельно я использовал её при записи композиций ДеЦла «Вечеринка», «Кровь моя кровь» и «Письмо».

### Tommy, Мисс Ти и Жорик
В начале 2000 года в состав «Bad B. Альянса» вошла девушка по имени Tommy, которая начала самостоятельно писать тексты в стиле рэп. Выступала на одних концертных площадках с ДеЦлом, но в конце того же года покинула «Альянс» из-за продолжения хип-хоп-рода.
В 2001 году Влад Валов основал ещё два новых проекта, Мисс Ти и Жорик, которые так и не вошли в состав «Альянса». 18-летняя рэперша Miss Tee (Мисс Ти) (в миру — Маша) училась в школе граффити Баскета, проходила курс спецподготовки в частной школе Мони. Вместе с напарником по имени «Трек» организовала рэп-группу «Дальний свет», которая распалась после записи двух композиций. Через полгода Мисс Ти возвратилась в студию с сольным проектом. Впоследствии на сборниках было выпущено лишь четыре песни: «Я — Miss Tee» (2001), «Я ушла из дома» (2001), «Бывает боль такая» (2004) и «Институт» (2004). Дебютный и единственный альбом Жорика под названием «Уличная сказка» был выпущен в 2003 году на новом лейбле Валова, «100Pro». По словам Толмацкого, папа Жорика — это его сосед, с которым Валов случайно познакомился, когда Кирилл выступал на его дне рождения.

## Приём критиков
Подводя итоги 2000 года, газета «АиФ. Я — молодой» назвала «Bad B. Альянс» главным зачинщиком хип-хоп-переворота в России, после которого «каждый задался вопросом, что он сделал для хип-хопа в свои годы».
В июне 2000 года обозреватель газеты «Музыкальная правда», Виктор Литвинов, представил Влада Валова как лидера самой живучей отечественной рэп-команды Bad Balance, а также создателя «Bad B. Альянса», которого сегодня называют «отцом русского хип-хопа»: «Этот человек впервые громко заявил о только зарождающейся в нашей стране хип-хоп-культуре и продолжает вот уже многие годы с фанатичным упорством развивать и продвигать её в массы».
В середине 2001 года «Bad B. Альянс» перестал быть популярным среди молодёжи, в редакцию газеты «Аргументы и факты» присылали письма, в которых говорилось о том, что «ШEFF сделал из хип-хопа попсу, крутя на этом бешеные „бабки“», «Bad В. Альянс искажает хип-хоп-культуру», а речитатив «Альянса» представляет собой «идеализацию его участников», а сводилось всё к тому, что в России есть рэперы, которые «остаются в тени ДеЦла, набитого папиными деньгами».
В мае 2001 года обозреватель газеты «Музыкальная правда», Елена Платова, считающая, что «„Легальный бизне$$“ превозносит себя в качестве МС», раскритиковала песню «Пачка сигарет», а также нашла в песнях «Шеффа» протесты, в которых, по её мнению, «хип-хоп запутался»:
Самый ужасный гибрид рока с хип-хопом, который лично мне довелось услышать, — «Пачка сигарет» авторства LB. Песни «Кино» — это действительно отдельная тема, которую не стоит затрагивать тем, кто пока явно не достиг того мастерства, которое было присуще «Кино». Больше десяти лет стене Цоя на Арбате, слава «Кино» по-прежнему не уменьшается. Но едва ли «рыцари» Bad B. Альянса оставят такую память о себе. Каждая рок-группа имеет неповторимую индивидуальность — а что мы имеем в Альянсе? Сплошную массу ничем не отличающихся друг от друга ходячих протестов. Тексты, извиняюсь, песен в стиле RAP, действительно, выражают протест. Причём одни противостоят другим. Шеff в «Гэнгсте» воспевает, например, рэкет. После чего в «Надежде на завтра» Шеff же и возмущается расцветом мафии «Россия вне политики?». Хип-хоп запутался в протестах, за счёт которых только и держится. Но при отсутствии настоящих дарований на одних протестах далеко не уедешь. Примите к сведению.
В 2007 году российский портал Rap.Ru назвал главные альбомы русского рэпа, повлиявшие на развитие жанра с 1990 по 2006 год. Альбомы «Кто ты?» (ДеЦл, 2000), «Уличный боец» (ДеЦл, 2001), «Рифмомафия» («Легальный бизне$$», 2000), «Каменный лес» (Bad Balance, 2001), «Имя Шеff» (Шеff, 2000) были названы одними из главных альбомов русского рэпа. Причём альбом «Кто ты?» был назван главным альбомом 2000 года с цитатой «Крупномасштабный коммерческий проект, к которому подключились рэп-светила первой величины. Какое-то фантастическое количество слушателей довольно быстро узнало о существовании этого артиста. Не менее фантастическое количество людей выработало негативное отношение к Децлу, всё чаще воспринимая его как объект насмешек. В этом смысле проект не имел и не имеет аналогов в отечественной музыке.»
В 2011 году российская газета «Новый взгляд» оценила вклад Александра Толмацкого, назвав его «первым, кто открыл российскому хип-хопу дорогу в шоу-бизнес», чьи проекты «Легальный бизне$$», «ДеЦл» и «Bad B. Альянс» «вывели хип-хоп и R’n’B на иной, более качественный уровень».
В 2019 году после смерти самого младшего участника «Альянса» газета «Аргументы и факты» написала, что именно с подачи ДеЦла российский хип-хоп вышел из андеграунда и перешёл в разряд коммерческого, и этим результатом пользуются, пожалуй, все современные российские рэперы.

## Распад и последствия
В январе 2001 года Лигалайз уехал из Москвы, оставив прощальную записку, в которой отрекался от себя прежнего и лишал себя права голоса в российском хип-хопе. Как позже выяснилось, он на два года уехал в Прагу в связи с тем, что Валов «попытался его эксплуатировать». С его уходом прекратил существовать проект «Легальный бизне$$», группа Bad Balance лишилась участника, а «Bad B. Альянс» потерял главного идеолога:
Я написал пять-шесть альбомов, а получал $100 с концерта. Мне стало невозможно существовать в этом коллективе: стал прогуливать эфиры и какие-то «Голубые огоньки», перестал записывать эти дурацкие песни, которые превратились в конвейер. Я покинул эту тусовку, выполнив обязательства по контракту. Уехал в Прагу, записал там пару-тройку альбомов, а потом вернулся, иначе заключил контракт с Сашей Толмацким, который изъявил большее желание со мной работать. Мы сработались совсем на других условиях: я стал работать только на себя и уже не связывался ни с какими группами, альянсами и лейблами. Тогда и заработок хороший начался — всё пошло-попёрло.
В июле 2001 года пять саунд-продюсеров «Bad B. Альянса» кинули «чёрную метку» Шеффу и перестали с ним работать, в результате чего Александр Толмацкий заморозил все проекты, кроме ДеЦла. В ноябре 2001 года генеральный продюсер продюсерской фирмы «МедиаСтар». Александр Толмацкий оставил свой пост президента продюсерской фирмы «Медиастар» и вышел из состава учредителей компании. Свою долю акций Толмацкий продал внутри компании. После ухода Толмацкого из «Медиастара» контракты с ДеЦлом, «Шеffом», группами Bad Balance, «Легальный бизне$$», «Белый шоколад» и другими стали принадлежать новой фирме продюсера — «D&D Music». Торговая марка «Hip-Hop Info» (лейбл, под которым ранее выпускались альбомы всех участников «Bad B. Альянса», и одноимённый журнал) также стала частью нового образования Александра Толмацкого. В связи с этим Валов временно создаёт себе новый псевдоним, добавив к уже известному имени «Шеff» приставку «Мастер». На альбомах группы Bad Balance он также вынужден использовать новое имя.
После того, как Толмацкий продал свою долю в «МедиаСтаре», Валов объявил о желании уйти. На этом сотрудничество Валова и Толмацкого завершилось. В июле 2002 года Александр Толмацкий прояснил ситуацию в интервью для «Экспресс-газеты»:
Валов объявил мне о желании уйти после того, как я продал свою долю в «МедиаСтаре». Я ему сказал: «Валов, ты, конечно, подонок и подлец, раз приходишь и говоришь такие вещи в тот момент, когда я заново выстраиваю бизнес. Но, в принципе, если хочешь, можешь уходить. Только прежде доделай все запланированные альбомы. И после этого я готов тебя отпустить». Валов ничего доделывать не стал. И уже буквально на следующий день начал на всех углах трубить о своём уходе. Но ушёл он только на словах. Фактически без меня он ничего в шоу-бизнесе не может сделать. Все его торговые марки «Бэд Бэланс», «Бэд Би Альянс» и даже «Шефф» принадлежат мне. А с ним самим у меня подписан очень жёсткий контракт на 50 лет. В общем, на всю его оставшуюся жизнь. И расторгнуть его невозможно.
А также сообщил о том, что все, кто входил в «Альянс», теперь работают с ним, поскольку Валов обманывал их на деньги:
Его рассказы, будто со мной и с Кириллом никто из «Бэд Би Альянса» не остался, — тоже блеф. На самом деле все люди по-прежнему работают с нами. Однажды они сами пришли ко мне и сказали: «Мы с Валовым больше работать не хотим, потому что он болтун». При этом Валов бессовестно обманывал своих товарищей. Воровал у них деньги. Получал за них гонорары, а им ни копейки не давал: рассказывал, будто он за всё платит. Хотя в действительности всё делалось за мой счёт.
В начале апреля 2003 года на выступлении «Легального бизне$$а» в одном из клубов Лигалайз кинул дисс в сторону главы лейбла «100%», Мастера Шеffа, в котором жёстко опустил Влада Валова. Трек «Dr. BleFF» был выложен на официальном сайте группы «Братья Наличные». Эта тема вызвала нешуточные обсуждения среди хип-хоп-голов на предмет возможного дальнейшего варианта развития. 30 апреля Влад Валов выпустил ответный трек «Зачем, милая?» и адресован он был не только Лиге, но и Александру Толмацкому. 27 мая после ответного трека Лигалайз решил опубликовать свой ответ – «свою реакцию», где он упомянул, что «LA», сооснователь группы Bad Balance, участвовал в создании музыки для трека «Dr. BleFF».
В 2005 году саунд-продюсер «Альянса» DJ LA в интервью для портала Rap.ru рассказал о временах «Bad B. Альянса», назвав главной причиной распада нежелание Толмацкого работать с проектами Валова:
Я бы сказал, что такого сборища никогда не было и не будет. Времена были хорошие. Сам представь: человек 5 продюсеров и человек 10 рэпперов хороших. Но это бы долго не продержалось. Тусняк. Всё время вместе проводили. У нас была огромная студия в Останкино, метров триста квадратных, две вокальные комнаты. В любое время пришёл, записал кого-то. Потом пошли побухали-покурили. Теннисный стол себе купили туда. Постоянно темы подкидывались какие-то. А потом деньги пошли и срачка пошла. Я думаю, всё закончилось из-за того, что Толмацкий захотел, чтобы только ДеЦл один остался, а остальные проекты слились. Потом Лига скипнул в Прагу, а без него тяжело. Он самый мозг был по текстам, по идеям. Потом ещё раз собрались, но уже по грядкам: Шефф со своими и Лига с другими.
В 2007 году Лигалайз в интервью для русскоязычной версии американского журнала Billboard среди главных причин развала «Альянса» назвал «нулевые доходы артистов», а также рассказал о своей роли внутри «Альянса»:
Продажи отслеживать и сейчас сложно, а тогда вообще было практически невозможно. Тогда рынок был на 200% «пиратский». Основные заработки были с концертов. Но и они были не очень большими. До артистов доходила далеко не самая большая часть денег. Но тогда в конце 90-х об этом не задумывались. Был настоящий бум. В эфир попали первые клипы. Хип-хоп стал модным. Но, к сожалению, из-за неправильно выстроенных взаимоотношений внутри Альянса всё развалилось. Огромная шумиха, а доходы нулевые. Кому-то может это и приносило деньги, но не артистам. Все, проекты, в которых я участвовал, были популярны, но известность и деньги доставались другим. Во времена Альянса я писал песни, придумывал концепции, а другой человек получал дивиденды. Просто он был более ушлым, более опытным, старше… Он всё так «разрулил», что числится главным продюсером этого проекта до сих пор.
В 2020 году в интервью для сайта Colta.ru Лигалайз рассказал о своей вражде с Валовым после развала «Альянса»:
У «Bad B. Альянса» всё развалилось. Толмацкий поругался с Владом, на которого я грешил, потому что через него общался с Толмацким. Со всех сторон подкидывались дровишки: мол, это он (Влад) получал то бабло, которое должны были мы получать. Потом начались рэперские писькомерки. Валов стал пулять в интервью неуважительные комментарии в мой адрес, старался принизить моё участие в «Bad B. Альянсе». Как будто он меня вытащил откуда-то и выкормил. Хотя, например, я писал ему тексты, которые он зачитывает на моём альбоме («Рифмомафия»). Да и вообще он полностью поменял свой стиль, услышав меня. Я люблю Влада, уважаю — счастлив, что мы помирились, но я должен говорить правду.

## Участники
| - ДеЦл — MC - Шеff — MC - Купер — MC - Legalize — MC - N’Pans — MC - Звонкий — MC - Sexy Liya — MC - Лерика — MC - Маруся — R&B-певица - Tommy — MC - Папа Ди (Александр Толмацкий, отец Децла) — MC | - DJ LA — саунд-продюсер, скретч - Shooroop — саунд-продюсер, звукоинженер - Тенгиз — саунд-продюсер, звукоинженер - DJ Tonik — саунд-продюсер, звукоинженер - Виктор «Гуру» Гуревич — саунд-продюсер, звукоинженер, выпускник МГК им. П. И. Чайковского по классу фортепиано - DJ 108 — саунд-продюсер, звукоинженер - Mr. Bruce — гитарист, бас-гитарист, саунд-продюсер - Баскет — дизайнер, граффити-художник - Айс — редактор журнала «Hip-Hop Info» - Моня — брейкданс-танцор, учитель ДеЦла |

## Дискография
27 декабря 2001 года в Московском дворце молодёжи на фестивале Rap Music Влад Валов анонсировал выход альбома «Bad B. Альянса», а также заявил о том, что после выхода февральского альбома он перестаёт как продюсер работать с проектом «ДеЦл». Альбом под названием «Новый мир» появился на прилавках магазинов 3 марта 2002 года и был выпущен Александром Толмацким на лейбле «D&D Music». Музыку для альбома создали Shooroop, DJ LA, Tonik, Tengiz и DJ 108.

## Список композиций
| Номер трека | Название                                | Участвует                                                                      | Музыка        | Слова                                                              | Время |
| ----------- | --------------------------------------- | ------------------------------------------------------------------------------ | ------------- | ------------------------------------------------------------------ | ----- |
| 01          | «Новый Мир — 2001 г.» (2001)            | LA                                                                             | LA            |                                                                    | 0:10  |
| 02          | «Террор» (2001)                         | Шеff, БО, Купер, ДеЦл, Sexy Lia, N’Pans                                        | DJ 108        | Шеff, Купер, ДеЦл, Sexy Lia, N’Pans                                | 5:28  |
| 03          | «Альянс» (1999)                         | Legalize, Звонкий, ДеЦл, N’Pans, Шеff                                          | LA & Shooroop | Legalize, Звонкий, N’Pans, Шеff                                    | 4:11  |
| 04          | «Кто сказал?» (2001)                    | N’Pans, Шеff, ДеЦл                                                             | Тенгиз        | N’Pans, Шеff, ДеЦл                                                 | 3:37  |
| 05          | «Пойми пацан» (2001)                    | Купер, ДеЦл, Шеff                                                              | Тенгиз        | Купер, ДеЦл                                                        | 3:55  |
| 06          | «Мысли»                                 | Купер                                                                          | LA            | Купер                                                              | 0:35  |
| 07          | «Уроки улиц» (2000)                     | Шеff, Legalize, LA, Папа Ди                                                    | Shooroop      | Шеff, Legalize                                                     | 3:48  |
| 08          | «Rap Music» (1999)                      | Шеff, Black, Серж, DJ-108, Fozzy, Папа Ди, Ice, Sir-J, G-Wilkes, White Hot Ice | Shooroop      | Шеff, Black, Серж, DJ-108, Fozzy, Sir-J, G-Wilkes, White Hot Ice   | 7:41  |
| 09          | «Восточный ветер» (2001)                | LA                                                                             | LA            |                                                                    | 0:25  |
| 10          | «Хардкор» (2001)                        | Купер                                                                          | Тоник         | Купер                                                              | 3:55  |
| 11          | «TV News» (2001)                        | LA                                                                             | LA            |                                                                    | 0:32  |
| 12          | «Война» (1999)                          | Шеff, Михей, БО, Legalize                                                      | LA & Shooroop | Шеff, Legalize                                                     | 3:18  |
| 13          | «Найди свою дорогу» (2001)              | Купер, N’Pans, Sexy Lia, Шеff                                                  | Тоник         | Купер, N’Pans, Sexy Lia, Шеff                                      | 4:09  |
| 14          | «Hip-Hop Info» (1999)                   | Charm                                                                          | LA            | Шеff                                                               | 0:15  |
| 15          | «Реклама» (2001)                        | ДеЦл, N’Pans, Sexy Lia, Шеff                                                   | Тоник         | N’Pans, Sexy Lia, Шеff                                             | 3:47  |
| 16          | «Надежда на завтра» (1999)              | ДеЦл, Legalize, Шеff                                                           | Shooroop      | Legalize, Шеff                                                     | 3:49  |
| 17          | «Питер — я твой! (DJ Tonik RMX)» (2000) | Шеff, Купер                                                                    | Тоник         | Шеff, Купер                                                        | 3:59  |
| 18          | «Не лошитесь пацаны» (1999—2001)        | Dr. Who?, Купер, Шеff, Legalize, Trenger, Моня, Салем, Швед, Режик             | LA            | Dr. Who?, Купер, Шеff, Legalize, Trenger, Моня, Салем, Швед, Режик | 1:22  |
| 19          | «Пираты» (2000)                         | ДеЦл, Купер, N’Pans, Шеff                                                      | LA            | Legalize, Купер, N’Pans, Шеff                                      | 3:37  |
| 20          | «Bin Pa Mostrau Bu Lugar» (2001)        | N’Pans, ДеЦл, Shooroop                                                         | Shooroop      | N’Pans, ДеЦл, Shooroop                                             | 3:10  |
| 21          | «В любви» (2000)                        | ДеЦл, Sexy Lia, N’Pans, Купер, Шеff                                            | Shooroop      | N’Pans, Купер, Шеff                                                | 4:13  |

- Лейбл: «D&D Music»
- Сведение: Shooroop (1, 3, 6, 7, 9-16, 18-21), Тенгиз (4, 5, 8), Тоник (13, 17), DJ 108 (2)
- Идея оформления, дизайн и компьютерная графика: Андрей Скучалин
- Записано на студии звукозаписи «Тон-ателье №1» в телецентре «Останкино» (1999—2001)
- Мастеринг: Shooroop
- Продюсер: Влад Валов

### Сольные альбомы участников группы
- 2000 — ДеЦл — «Кто ты?» (1 мая 2000 года)
- 2000 — Легальный бизне$$ — «Рифмомафия» (23 июля 2000 года)
- 2000 — Bad Balance — «Из Города джунглей в Каменный лес» (август 2000 года)
- 2000 — Шеff — «Имя Шеff» (20 декабря 2000 года)
- 2001 — Bad Balance — «Каменный лес» (19 апреля 2001 года)
- 2001 — ДеЦл — «Уличный боец» (7 июня 2001 года)
- 2002 — N’Pans — «Чёрная сторона Легального Бизне$$'а» (29 января 2002 года)

## Bad B. Альянс на сборниках Hip-Hop Info

### Hip-Hop Info #5 (21 марта 1999 года)
- Шеff & Legalize — «Intro X-X In4» (музыка: DOB, текст: Шеff & Legalize) (1999)
- Шеff (Bad B.) — «Скорость дня» (музыка: Шеff & В. Гуревич, текст: Шеff) (1999)
- Легальный бизне$$ — «Рифмомафия» (музыка: В. Гуревич, текст: Legalize) (1999)
- Легальный бизне$$ — «Этим вечером» (музыка: В. Гуревич, текст: Legalize) (1999)

### Hip-Hop Info #6 (август 1999 года)
- Bad B. Альянс — «Intro» (музыка: The Press & Tim Dog, текст: Шеff & Legalize & Pans) (1999)
- Bad Balance (feat. Legalize & БО) — «Война» (музыка: Shooroop & LA, текст: Шеff & Legalize) (1999)
- Легальный бизне$$ — «Пачка сигарет» (музыка: Shooroop & LA, текст: Legalize) (1999)
- ДеЦл — «Пятница» (музыка: Shooroop & LA, текст: Legalize) (1999)
- AlkoFunk — «АлкоФанк» (музыка: AlkoFunk, текст: Звонкий) (1999)
- Bad B. Альянс — «Outro» (музыка: Nuff Ruffness, текст: Шеff & Legalize) (1999)

### Hip-Hop Info #7 (10 мая 2000 года)
- Bad B. Альянс — «Надежда на завтра» (музыка: Shooroop, текст: Шеff & Legalize) (2000)
- Bad Balance — «Кидалово» (музыка: LA, текст: Шеff) (2000)
- Легальный бизне$$ — «Она знает» (музыка: Shooroop & LA, текст: Legalize) (1999)
- Белый шоколад — «Королева ночей» (музыка: Тенгиз, текст: Шеff) (1999)
- Шеff — «Гэнгста» (музыка: Shooroop & LA, текст: Шеff) (1999)
- ДеЦл — «Кто ты?» (музыка: Shooroop, текст: Шеff) (2000)
- N’Pans & Vega — «Деньги» (музыка: N’Pans & П. Касьянов, текст: N’Pans) (1999)
- AlkoFunk — «Глаз» (музыка: AlkoFunk, текст: Дядя Звонкий) (1999)

### Hip-Hop Info #8 (22 марта 2001 года)
- Bad Balance — «02» (музыка: LA, текст: Купер, Лигалайз, Шеff) (2001)
- ДеЦл — «MC»  (музыка: Tonik, текст: ДеЦл) (2001)
- Шеff & У. э Р. Асквад — «От рассвета до заката» (музыка и текст: Шеff & У. э Р. Асквад) (2000)
- Белый шоколад — «Мужчины» (музыка: Shooroop, текст: Sexy Liya) (2001)
- N’Pans — «Продолжайте в том же духе» (музыка: G Child, текст: N’Pans) (2001)
- Tommy — «Я — есть я» (музыка: LA, текст: Tommy) (2000)

### Rap Music Live 1999 (2000)
- ДеЦл — «Нужен только бит» (музыка: Shooroop и DJ LA, Mr. Bruce (бас), DJ LA (скретч))
- Легальный бизне$$ — «Всем всем» (музыка: Shooroop и Гуру, Mr. Bruce (бас), DJ ТO№1К (скретч)
- Bad B. Альянс — «Bad B. Альянс» (музыка: Shooroop и DJ LA, Mr. Bruce (бас), DJ LA (скретч))

### Rap Music Live 2000 (2001)
- Легальный бизне$$ — «Live-Mix»
- ДеЦл — «Кровь, моя кровь» (музыка: DJ LA (+ скретч), Mr. Bruce (бас и гитара))
- Шеff — «Имя Шеff» (музыка: DJ LA (+ скретч))
- Bad Balance — «Звони 02» (музыка: DJ LA)

### Неон Рэп Микс (май 2000 года)
- Bad B. Альянс — «Надежда на завтра» (музыка: Shooroop и DJ LA, Mr. Bruce (бас), DJ LA (скретч))
- ДеЦл — «Нужен только бит» (музыка: Shooroop и DJ LA, Mr. Bruce (бас), DJ LA (скретч))
- Legalize & G-Wilkes — «Настоящий хип-хоп» (музыка и текст: Legalize)
- DJ 108 — «Праздник Эй-Тона» (музыка и текст: DJ 108)
- DJ LA & Shooroop — «20 лет спустя» (музыка: Shooroop и DJ LA)

### Голос Улиц №3 (июнь 2000 года)
- Легальный бизне$$ — «Мелодия души» (музыка: Shooroop, Mr. Bruce (бас), DJ ТO№1К (скретч))
- ДеЦл — «Кровь, моя кровь» (музыка: DJ LA, Mr. Bruce (бас и гитара), DJ LA (скретч))
- Шеff — «Доктор Шеff» (музыка: Shooroop, Mr. Bruce (бас))
- Белый шоколад — «Где вы?» (музыка: Tengiz)
- Tommy — «Когда болею» (музыка: DJ LA)

## Чарты и ротации
По данным интернет-проекта Moskva.FM, песня «Реклама» была в ротации «Радио NEXT» в 2007 году, песня «Надежда на завтра» была там же в 2008 году, а песня «Война» — на радио «Монте-Карло» в 2008 году.

## Видеоклипы
Благодаря сотрудничеству Влада Валова с Александром Толмацким видеоклипы проектов хип-хоп-объединения «Bad B. Альянс» находились в ротации чартов «Русская десятка» и «20 самых-самых» телеканала «MTV Россия», а также в ротации телеканала «Муз-ТВ» с 1999 по 2002 год. В апреле 2000 года видеоклип на песню «Надежда на завтра» поднялся на первое место в чарте «20 самых-самых» телеканала «MTV Россия». В июне 2000 года три клипа с участием ДеЦла находились в ротации чарта «Русская десятка» телеканала «MTV Россия»: «Вечеринка» (8-е место), «Надежда на завтра» совместно с коллективом «Bad B. Альянс» (6-е) и «Кто? ты» (4-е). В хит-параде «Муз-ТВ» ДеЦл тоже был почти абсолютный лидер. В июле 2000 года четыре видеоклипа с участием ДеЦла находились в ротации чарта «20 самых-самых» телеканала «MTV Россия»: «Мелодия души» («Легальный бизне$$»), «Надежда на завтра» («Bad B. Альянс»), «Кто ты?» (ДеЦл) и «Вечеринка» (ДеЦл).
| Год  | Название |
| ---- | --- |
| 1999 | «Война» (Bad Balance: Шеff, Михей & DJ LA, Лигалайз, Богдан Титомир) («Муз-ТВ»)                                            |
| 1999 | «Скорость дня» («Шеff») |
| 1999 | «Пачка сигарет» («Легальный бизне$$»)                                                                                      |
| 1999 | «Пятница» (ДеЦл) |
| 1999 | «Городская тоска» (Bad Balance)                                                                                            |
| 1999 | «Всё будет хорошо» (Bad Balance)                                                                                           |
| 1999 | «Как сон» (Bad Balance) |
| 2000 | «Слёзы» (Мэd Dог и ДеЦл)                                                                                                   |
| 2000 | «Надежда на завтра» («Bad B. Альянс»: ДеЦл, Legalize, Шеff)                                                                |
| 2000 | «Кто ты?» (Live «Бит-Битва MTV») (ДеЦл)                                                                                    |
| 2000 | «Доктор Шеff» (Live «Бит-Битва MTV») («Шеff»)                                                                              |
| 2000 | «Мелодия души» («Легальный бизне$$»)                                                                                       |
| 2000 | «Вечеринка» (ДеЦл) |
| 2000 | «Стиль из России» (она же «Где вы?») («Белый шоколад»)                                                                     |
| 2000 | «Кровь моя кровь» (ДеЦл)                                                                                                   |
| 2000 | «Имя Шеff» («Шеff») |
| 2000 | «Вечеринка на РТРе» (Live «Голубой огонёк на Шаболовке» 31 декабря 2000 года) (ДеЦл и Иосиф Кобзон)                        |
| 2000 | «В любви» (Live «Голубой огонёк на Шаболовке» 31 декабря 2000 года) («Bad B. Альянс»: ДеЦл, Sexy Lia, N’Pans, Купер, Шеff) |
| 2001 | «Рифмы по-английски» (Live Rap Music 2000) (ДеЦл)                                                                          |
| 2001 | «Питер, я твой» (Bad Balance: Шеff, Купер)                                                                                 |
| 2001 | «Отвечай за слова» (Bad Balance: Шеff, Лигалайз, Купер)                                                                    |
| 2001 | «Письмо» (ДеЦл) |
| 2001 | «Море» (ДеЦл) |
| 2001 | «Уличные псы» (ДеЦл и N’Pans)                                                                                              |
| 2001 | «Мужчины» («Белый шоколад»)                                                                                                |
| 2001 | «Мелекино» («Шеff») |

## Документальные фильмы о Bad B. Альянсе
- 2014 — «История Bad B. часть III, «Война и Мир», глава первая» (режиссёр: Влад Валов)[106]
- 2015 — «История Bad B. часть III, «Война и Мир», глава вторая» (режиссёр: Влад Валов)[107]